# Klaus Liebscher
Klaus Liebscher (* 12. Juli 1939 in Wien) ist ein österreichischer Jurist und war Bankdirektor.

## Leben
Nach der Matura in Salzburg studierte Klaus Liebscher an der Universität Wien Rechtswissenschaften   und trat 1968 in die Genossenschaftliche Zentralbank AG (heute: Raiffeisen Zentralbank Österreich AG) ein. 1977 stieg Liebscher in den Vorstand auf, 1988 bis 1995 übernahm er das Amt des Generaldirektors und wurde Präsident der Wiener Börsekammer. Gleichzeitig war er im Aufsichtsrat verschiedener Banken und Unternehmen tätig. 1995 wechselte Liebscher als Präsident in die Oesterreichische Nationalbank (OeNB). Mit der Errichtung der Europäischen Zentralbank (EZB) im Juni 1998 wurde Liebscher Gouverneur der Oesterreichischen Nationalbank und somit Mitglied des EZB-Rats, in welchem die Präsidenten aller nationalen Zentralbanken (NZBen) der Länder des Euroraums vertreten sind. Klaus Liebscher ist Vorsitzender der Vermittlungskommission „Kaprun“.
Am 1. September 2008 wurde Klaus Liebscher von Ewald Nowotny als Gouverneur der Oesterreichischen Nationalbank abgelöst. Von 11. November 2008 bis zur Auflösung der Gesellschaft am 30. Juni 2016 war Liebscher Vorstandsvorsitzender der Finanzmarktbeteiligung Aktiengesellschaft.
Liebscher ist Mitglied der K.Ö.H.V. Nordgau Wien im ÖCV.
Im September 2019 legte Liebscher nach elf Jahren seine Funktion als Präsident der Österreichischen Gesellschaft für Europapolitik (ÖGfE) zurück. Sein Nachfolger wurde Ewald Nowotny. Liebscher wurde von der ÖGfE-Generalversammlung zum Ehrenpräsidenten gewählt.

## Auszeichnungen (Auszug)
- Großes Silbernes Ehrenzeichen für Verdienste um die Republik Österreich (1993)[5]
- Großes Silbernes Ehrenzeichen am Bande für Verdienste um die Republik Österreich (1999)
- Silbernes Komturkreuz mit dem Stern des Ehrenzeichens für Verdienste um das Bundesland Niederösterreich (1999)
- Großes Goldenes Ehrenzeichen des Landes Steiermark mit dem Stern (2004)[6]
- Großes Verdienstkreuz mit Stern des Verdienstordens der Bundesrepublik Deutschland (2008)
- Julius-Raab-Medaille (2014)[7]

## Nachweise
1. ↑  ORF: Nationalbank: Nowotny als neuer Gouverneur fix (Memento vom 15. Februar 2010 im Internet Archive)
2. ↑  Der Standard: Neue Führung fix
3. ↑  FIMBAG Finanzmarktbeteiligung Aktiengesellschaft des Bundes zur Stabilisierung des österreichischen Finanzmarktes heute gegründet (Memento vom 10. Juli 2012 im Webarchiv archive.today)
4. ↑  Ewald Nowotny ist neuer Präsident der Österreichischen Gesellschaft für Europapolitik. 11. September 2019, abgerufen am 11. September 2019.
5. ↑  Aufstellung aller durch den Bundespräsidenten verliehenen Ehrenzeichen für Verdienste um die Republik Österreich ab 1952 (PDF-Datei; 6,59 MB)
6. ↑  Kommunikation-Land Steiermark, Sabrina Richter-Koleznik: Steirische 'Fort Knox' für 600 Bankstellen. Abgerufen am 21. November 2020.
7. ↑  Christoph Leitl verleiht Julius Raab Ehrenmedaille an Klaus Liebscher und Georg Wailand. APA-Meldung vom 16. September 2014, abgerufen am 19. März 2015.

| Personendaten    | Personendaten                                         |
| ---------------- | ----------------------------------------------------- |
| NAME             | Liebscher, Klaus                                      |
| KURZBESCHREIBUNG | österreichischer Bankdirektor und Gouverneur der OeNB |
| GEBURTSDATUM     | 12. Juli 1939                                         |
| GEBURTSORT       | Wien                                                  |